# Edeby, Knivsta kommun
Edeby är en bebyggelse i Vassunda socken i Knivsta kommun, Uppsala län. Bebyggelsen klassades av SCB före 2015 till en småort namnsatt till Vassunda, vilket var oegentligt då varken Vassunda kyrka eller dess kyrkby låg inom småorten. 2015 klassades området som en tätort, då med namnet Edeby och vari ingick områden väster och söder om Edeby, inklusive kyrkbyn Vassunda. 
Edeby ligger cirka 4 km väster om Knivsta tätort och ligger vid korsningen mellan länsväg 255, länsväg C 1039 och länsväg C 1046. Orten präglas av sitt läge i korsningen mellan de gamla färdvägarna Uppsala–Stockholm och Uppsala–Sigtuna med avtagsväg till Knivsta.
Här låg förr bensinstation och bar (restaurang). Byn består mest av villabebyggelse.

## Befolkningsutveckling
| Befolkningsutvecklingen i Edeby 2015–2020                                                             | Befolkningsutvecklingen i Edeby 2015–2020 | Befolkningsutvecklingen i Edeby 2015–2020 | Befolkningsutvecklingen i Edeby 2015–2020 | Befolkningsutvecklingen i Edeby 2015–2020 |
| --- | ----------------------------------------- | ----------------------------------------- | ----------------------------------------- | ----------------------------------------- |
| |                                           |                                           |                                           |                                           |
| År |                                           |                                           | Folkmängd                                 | Areal (ha)                                |
| 2015                                                                                                  | 2015                                      |                                           | 243                                       | 56                                        |
| 2020                                                                                                  | 2020                                      |                                           | 255                                       | 59                                        |
| Anm.: ny tätort 2015. Var före dess småort, benämnd Vassunda, som 2010 hade 160 invånare på 18 hektar |                                           |                                           |                                           |                                           |